# Google Code Jam

Struktura konkursów Google Code Jam i Distributed Google Code Jam według reguł z 2016 roku. Liczby mówią, jak wielu zawodników awansuje do następnej rundy. Kolory oznaczają format rywalizacji: żółty – zawodnik uruchamia swój kod lokalnie i przesyła wyniki oraz źródła, niebieski – zawodnik przesyła kod, który jest uruchamiany przez Google w rozproszonym środowisku

Google Code Jam – corocznie realizowany przez Google konkurs programistyczny, polegający na rozwiązywaniu problemów algorytmicznych. Początkowym celem konkursu było wyłonienie kandydatów do pracy w Google. Pierwsza edycja konkursu odbyła się w 2003 roku, a pula nagród wynosiła 20000 dolarów, w tym 10000 dolarów za zajęcie pierwszego miejsca. Zwycięzcą pierwszej edycji był Szwed Jimmy Mardell. Ostatnia edycja odbyła się w 2022 roku. Konkurs nie jest już organizowany.

## Zwycięzcy
| Rok  | Lokalizacja Finału | Zawodnicy | 1. miejsce          | 2. miejsce          | 3. miejsce         |
| ---- | ------------------ | --------- | ------------------- | ------------------- | ------------------ |
| 2022 | Online             |           | Gennady Korotkevich | Lingyu Jiang        | Kevin Sun          |
| 2021 | Online             | 93 000    | Xiuhan Wang         | Shogo Murai         | Scott Wu           |
| 2020 | Online             | 96 000    | Gennady Korotkevich | Kevin Sun           | Andrew He          |
| 2019 | San Francisco, USA | 74 000    | Gennady Korotkevich | Makoto Soejima      | Andrew He          |
| 2018 | Toronto, Kanada    | 60 000    | Gennady Korotkevich | Kamil Dębowski      | Makoto Soejima     |
| 2017 | Dublin, Irlandia   | 60 000    | Gennady Korotkevich | Konstantin Semenov  | Vladislav Epifanov |
| 2016 | Nowy York, USA     | 27 170    | Gennady Korotkevich | Kevin Atienza       | Egor Kulikov       |
| 2015 | Seattle, USA       | 23 296    | Gennady Korotkevich | Makoto Soejima      | Bruce Merry        |
| 2014 | Los Angeles, USA   | 25 462    | Gennady Korotkevich | Evgeny Kapun        | Yuzhou Gu          |
| 2013 | Londyn, UK         | 21 273    | Ivan Metelsky       | Vasil Bileckiy      | Vladislav Isenbaev |
| 2012 | Nowy York, USA     | 20 613    | Jakub Pachocki      | Neal Wu             | Michal Forišek     |
| 2011 | Tokio, Japonia     | 14 397    | Makoto Soejima      | Ivan Metelsky       | Jakub Pachocki     |
| 2010 | Dublin, Irlandia   | 12 092    | Egor Kulikov        | Erik-Jan Krijgsman  | Sergey Kopeliovich |
| 2009 | Mountain View, USA | 8 289     | Tiancheng Lou       | Zichao Qi           | Yoichi Iwata       |
| 2008 | Mountain View, USA | 7 154     | Tiancheng Lou       | Zeyuan Zhu          | Bruce Merry        |
| 2006 | Nowy York, USA     | ?         | Petr Mitrichev      | Ying Wang           | Andrey Stankevich  |
| 2005 | Mountain View, USA | ?         | Marek Cygan         | Erik-Jan Krijgsman  | Petr Mitrichev     |
| 2004 | Mountain View, USA | ?         | Sergio Sancho       | Po Ruh Loh          | Petr Mitrichev     |
| 2003 | Mountain View, USA | ?         | Jimmy Mårdell       | Christopher Hendrie | Eugene Vasilchenko |